# Baruntse
Le Baruntse est une montagne située dans la région de Khumbu, à l'Est du Népal. Elle est surmontée par quatre pics et entourée par trois glaciers : le glacier Hunku (en) au sud, le glacier Barun à l'est et le glacier Imja au nord-ouest. Le Baruntse est gravi pour la première fois le 30 mai 1954 par l'arête Sud par Colin Todd et Geoff Harrow, appartenant à une expédition néo-zélandaise conduite par Sir Edmund Hillary.
L'accès au Baruntse se fait généralement par le sud, les alpinistes peuvent gravir le pic Mera pour s'acclimater avant de remonter la vallée en direction du camp de base du Baruntse.
En 2010, le Sherpa Chhewang Nima, vainqueur de l'Everest à 19 reprises, est emporté par une avalanche sur le Baruntse, vers 7 000 mètres d'altitude.